# Crossandra infundibuliformis
Кросандра лійкоподібна (Crossandra infundibuliformis) — вид рослини родини акантові.

## Назва
В англійській мові має назву «квітка вогнегра́й» (англ. firecracker flower). Таку назву рослина отримала через поведінку насіннєвих стручків, які "вибухають" коли намокають.

## Будова
Тропічний кущ висотою до 1 м. Оранжеві чи жовті квіти схожі на віяло з'являються групами на довгих стеблах з листових пазух. Квітне протягом багатьох тижнів.

## Поширення та середовище існування
Походить з південної Індії та Шрі Ланки.

## Практичне використання
Широко культивується як декоративна рослина. В Індії та Шрі Ланці квіти кросандри та жасмину нанизують на нитку у гірлянди та приносять в храми богам чи прикрашають волосся жінок.

## Цікаві факти
Ця рослина є офіційною квіткою індійського штату Гоа.

## Галерея

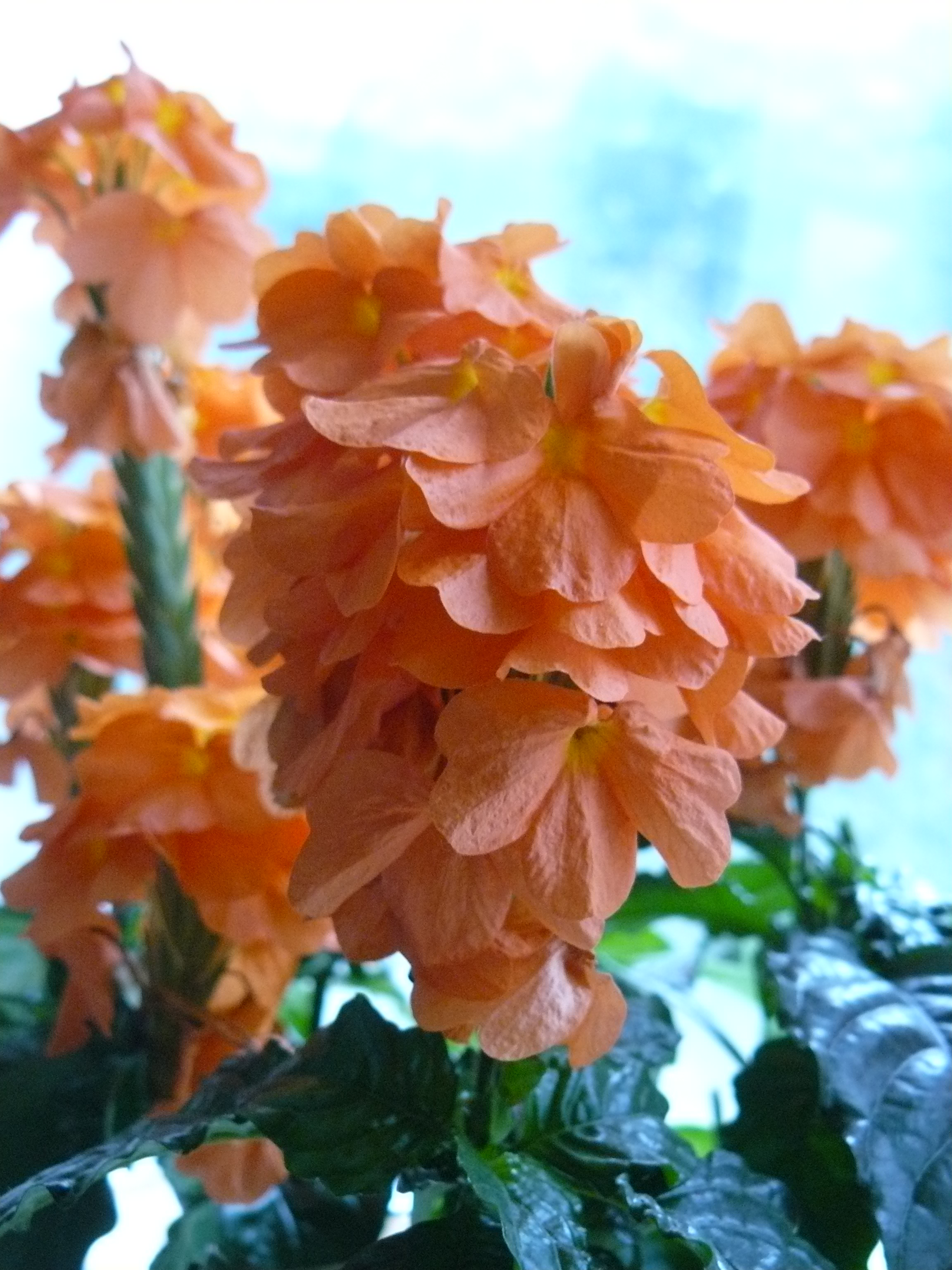
Квіти
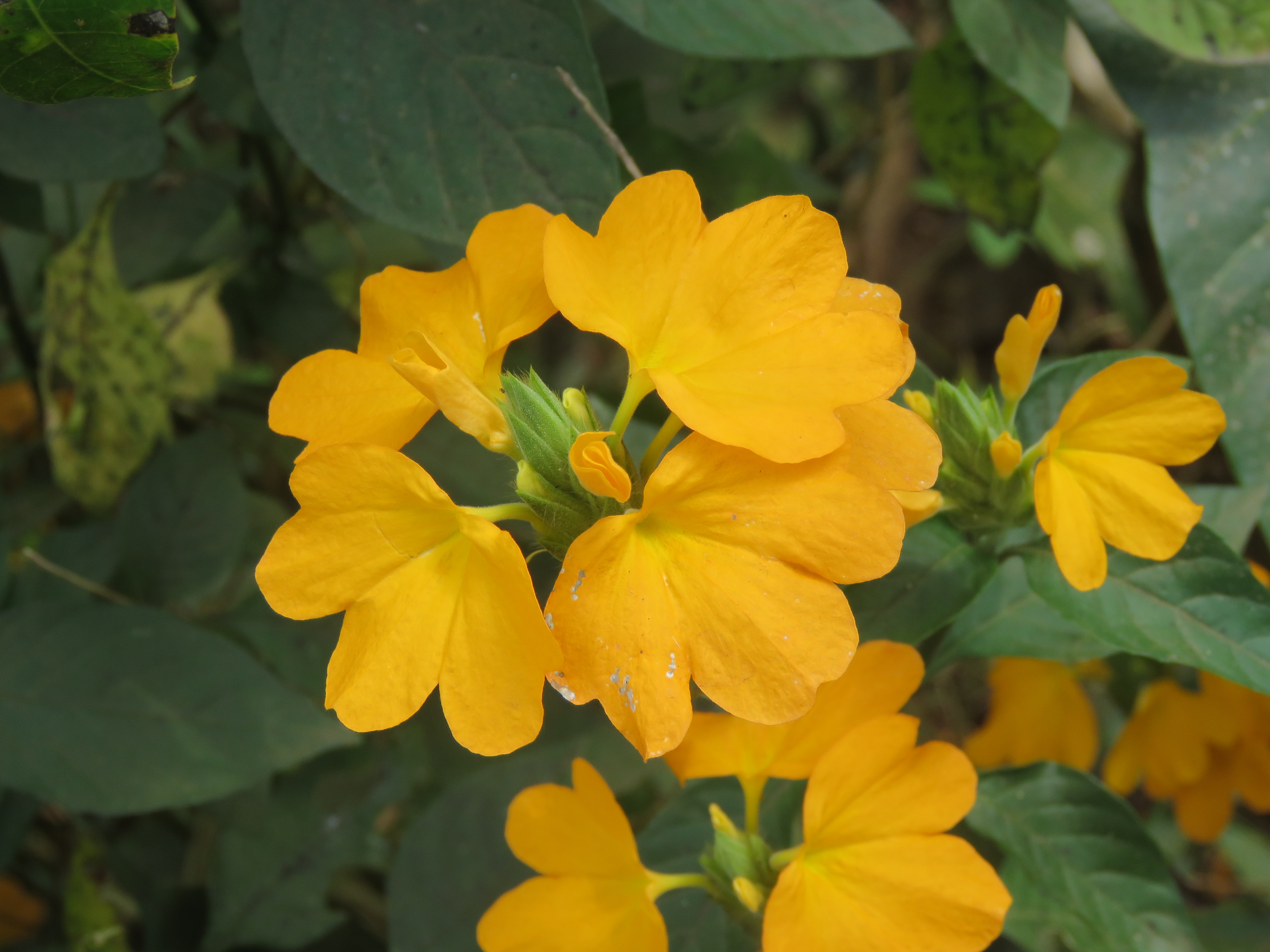
Квіти
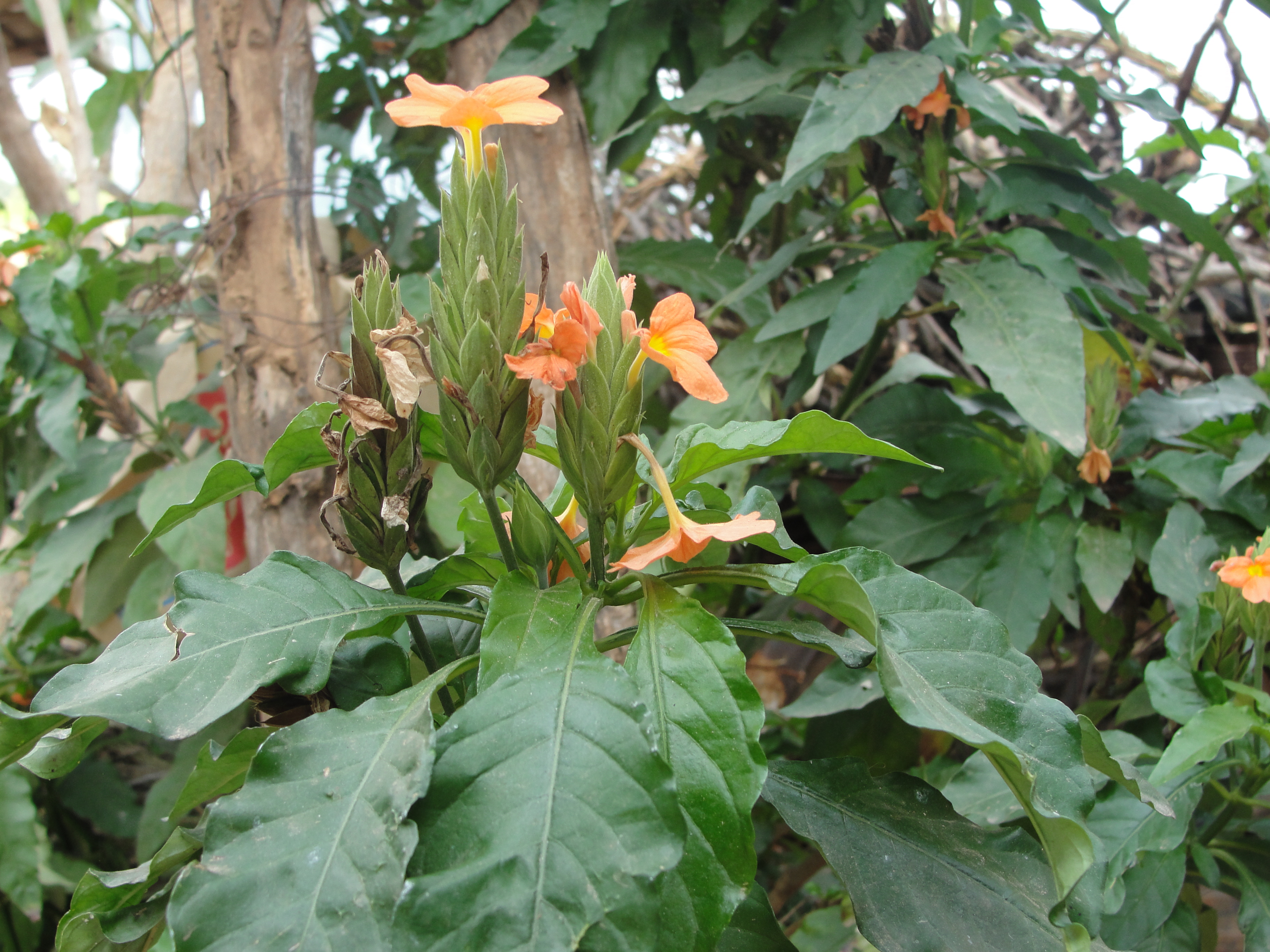
Листя та суцвіття
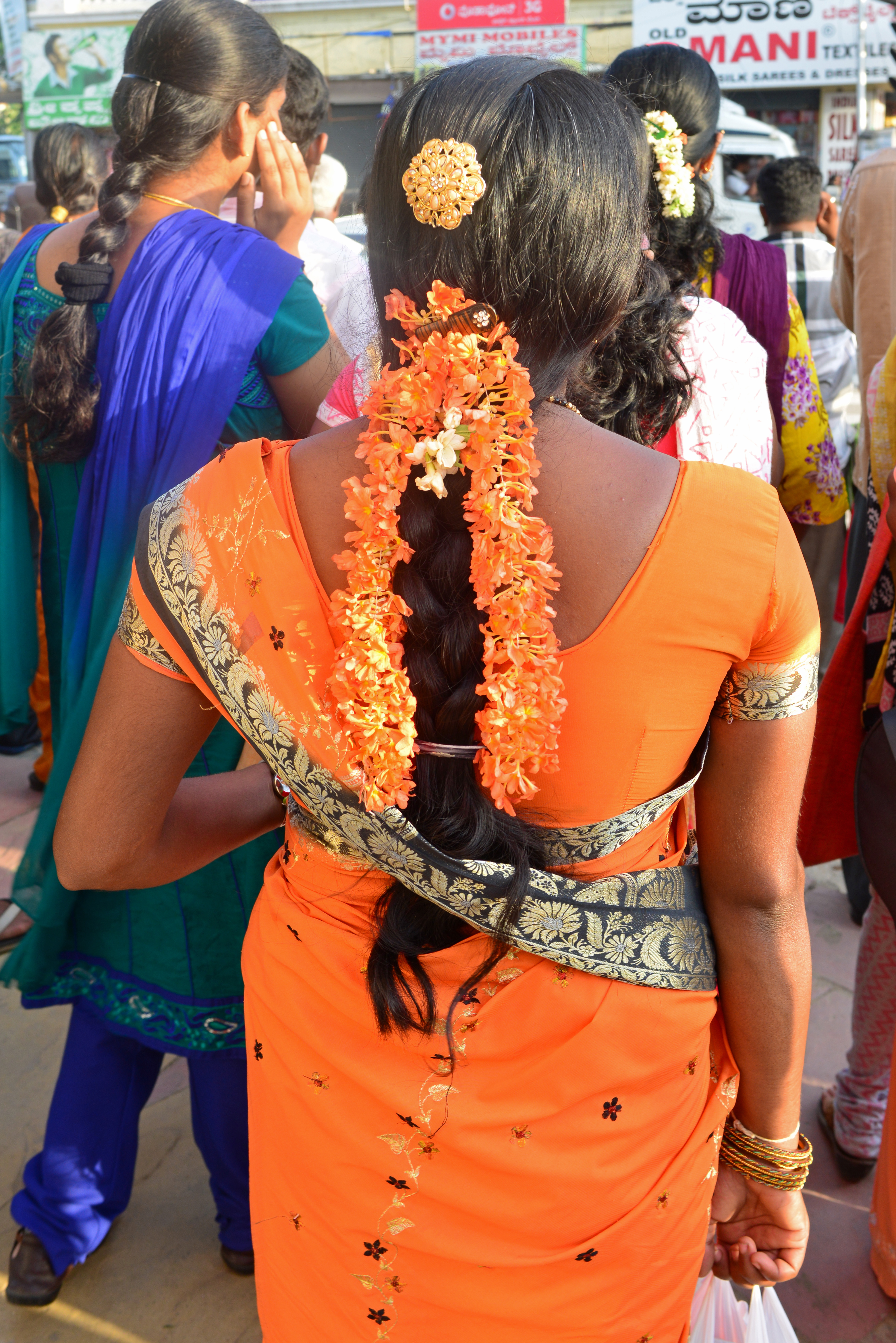
Гірлянда з квітів у волоссі